# Gustavo Turecki
Gustavo Turecki (La Plata, Argentina nascido em 11 de maio de 1965) é um psiquiatra canadense, neurocientista, pesquisador e professor universitário. É o presidente titular do Departamento de Psiquiatria na Universidade McGill em Montreal. Ele possui um nível 1 de Cátedra de Pesquisa do Canadá em Transtorno Depressivo Maior e Suicídio, médico e chefe do hospital psiquiátrico Douglas Mental Health University Institute.

## Biografia
Turecki nasceu em La Plata, Argentina e mudou-se para Montreal, Canadá em 1994. É casado e tem três filhos. Formou-se em medicina no Brasil Universidade Federal de São Paulo, concluindo um doutorado em neurociência na Universidade McGill. Turecki lidera o Programa de Transtornos Depressivos, um grupo clínico que trata pacientes afetados por depressão e integra projetos de pesquisa na prática clínica. Dois aspectos principais deste trabalho são explorar como os comportamentos impulsivos-agressivos contribuem para o risco de suicídio, e implementar novos protocolos e padrões na área.